# Athigiri, Chikmagalur
Athigiri là một làng thuộc tehsil Chikmagalur, huyện Chikmagalur, bang Karnataka, Ấn Độ.